# Passhandel
Als Passhandel (englisch Citizenship by investment CBI), auch Goldener Pass oder ius pecuniae, wird der Erwerb einer Staatsbürgerschaft gegen eine vorab festgelegte Zahlung oder Investition in dem betreffenden Land bezeichnet, ohne dass bei der Einbürgerung ein echter Bezug zu dem einbürgernden Land besteht. Davon zu unterscheiden ist das sog. Goldene Visum (englisch Golden Visa oder Residence by Investment RBI), das Drittstaatsangehörigen unter bestimmten Voraussetzungen eine Aufenthaltsgenehmigung gewährt, um in dem betreffenden Land einen Wohnsitz nehmen zu können. Beide Varianten dienen vor allem zur Umgehung der steuerlichen Meldepflichten nach dem Common Reporting Standard (CRS) der Organisation für wirtschaftliche Zusammenarbeit und Entwicklung (OECD) und zur Reduzierung der persönlichen Steuerlast durch Steuerflucht.

## Passhandel in der Europäischen Union
Kritisiert wird insbesondere, dass dies die Steuerflucht begünstige und dass Unionsbürger in der gesamten EU Freizügigkeit genössen. Problematisch bei solchen Einbürgerungen sei, dass i. d. R. kein echter Bezug zu dem einbürgernden Land bestehe, z. B. durch einen vorherigen langfristigen Aufenthalt. Zudem wird angeführt, dass die damit meist verbundenen Investitionen in Immobilien nicht nachhaltig seien.
Laut Transparency International wurden zwischen 2009 und 2018 mindestens 6.000 Pässe an wohlhabende Interessenten verkauft. Zwölf Mitgliedsstaaten der Europäischen Union (EU) betrieben bis Oktober 2020 ein sogenanntes Citizenship-by-Investment-Programm. Im Fokus standen dabei die Staaten Zypern und Malta, auch in Portugal und Österreich gab es ähnliche Regelungen. Außerdem seien Fälle bekannt, in denen mutmaßliche Kriminelle das Verfahren als ein Einfallstor für Geldwäsche, Steuerhinterziehung und Korruption nutzten. Ähnliche Kritik wurde auch gegen die sog. Goldenen Visa laut.
In den Jahren 2011 bis 2019 wurden rund 130.000 goldene Pässe für Investitionen von 21,8 Milliarden Euro verkauft. Bulgarien, Malta und Zypern verkaufen solche Pässe direkt, in zwölf weiteren Ländern bekommt man sie für Investitionen. Im März 2022 forderte das EU-Parlament ein Ende dieses Vorgehens und plante ein Gesetz zu beschließen, um einheitliche Regeln durchzusetzen, denn „nicht selten stehen diese abstrusen Geschäfte in Verbindung mit Korruption, Geldwäsche und Steuerflucht.“ Sie seien „ein Einfallstor für organisierte Kriminalität“, und man müsse „verhindern, dass die Inhaber … Geldwäsche betreiben und Einfluss auf politische Entscheidungen nehmen.“ Viele EU-Parlamentarier kritisierten, dass Sanktionen gegen russische Oligarchen damit umgangen werden können.

### Zypern
Allein Zypern verdiente mit dieser Art der Einbürgerung in sieben Jahren zwischen 7 und 8 Milliarden Euro. Über die Hälfte der 4000 auf diesem Wege Eingebürgerten waren wohlhabende russische Staatsbürger, worüber die maltesische Journalistin Daphne Galizia berichtet hatte, bevor sie 2017 mit einer Autobombe ermordet wurde. Nach einer Serie von Enthüllungen zum Passhandel auf der Insel durch den Sender Al Jazeera legte der zypriotische Parlamentspräsident Demetris Syllouris sein Amt im Oktober 2020 wegen seiner Verwicklung in die Vorgänge nieder. Im November 2020 stoppte Zypern den Verkauf von zyprischen Staatsbürgerschaften. Die nationale Rechnungsprüfungsbehörde trug entscheidend zu diesem Stopp bei.

### Malta
Malta ist das einzige EU-Land, das eine solche Regelung Stand 2025 noch anwandte. Anfang 2014 hatten Vertreter der Regierung Maltas und der EU-Kommission eine gemeinsame Erklärung abgegeben, nach der die Staatsangehörigkeit Maltas nur erwerben könne, wer seit mindestens einem Jahr in Malta wohnhaft sei. Medien berichteten aber 2021, dass das Kriterium, dort wohnhaft zu sein, von Malta sehr lax gehandhabt werde. Bis einschließlich 2020 nahm Malta mehr als 1,4 Milliarden Euro durch den Handel mit maltesischen Staatsbürgerschaften ein.
Am 20. Oktober 2020 beschloss die Europäische Kommission, gegen Malta ein Vertragsverletzungsverfahren vor dem Gerichtshof der Europäischen Union einzuleiten. Die Gewährung der Unionsbürgerschaft als Gegenleistung für vorab festgelegte Zahlungen oder Investitionen ohne wirklichen Bezug zu dem betreffenden Mitgliedstaat sei nicht mit dem in Art. 4 Abs. 3 des Vertrags über die Europäische Union (AEUV) verankerten Grundsatz der loyalen Zusammenarbeit und dem Konzept der Unionsbürgerschaft gemäß Art. 20 AEUV vereinbar. Die Union erhob die Klage im Oktober 2023. Am 29. April 2025 urteilte der Gerichtshof, dass die Gewährung der maltesischen Staatsangehörigkeit gegen Zahlungen oder Investitionen Unionsrecht verletze. Der Staatsangehörigkeit liege ein „besondere[s] Verbundenheits- und Loyalitätsverhältnis“ zwischen dem Staat und dem Bürger zugrunde. Zwar sei es die Aufgabe der Mitgliedstaaten, die Kriterien für die Entstehung dieses Verbundenheits- und Loyalitätsverhältnis zu regeln; das Unionsrecht gebe aber vor, dass eines solches existieren müsse. Der Generalanwalt hatte dem Gerichtshof vorgeschlagen, die Klage der Kommission abzuweisen.

„Ein Mitgliedstaat missachtet aber in offenkundiger Weise das Erfordernis eines solchen [...] besonderen Verbundenheits- und Loyalitätsverhältnisses [...], wenn er ein Einbürgerungsprogramm einführt und umsetzt, das auf einem Verfahren mit transaktionalem Charakter zwischen ihm und Personen, die einen Antrag im Rahmen dieses Programms stellen, beruht, an dessen Ende die Staatsangehörigkeit dieses Mitgliedstaats und damit die Unionsbürgerschaft im Wesentlichen als Gegenleistung für im Voraus festgelegte Zahlungen oder Investitionen verliehen wird. Ein solches Programm kommt nämlich einer Vermarktung der Verleihung des Staatsangehörigenstatus eines Mitgliedstaats und damit auch des Unionsbürgerstatus gleich, die mit der Leitidee dieses grundlegenden Status, wie sie sich aus den Verträgen ergibt, unvereinbar ist.“

### Portugal
Das 2012 eingeführte „Goldene Visum“ brachte bis 2022 Einnahmen von ca. 6,5 Milliarden Euro z. B. durch Käufe von Immobilien oder Staatsanleihen.

### Griechenland
Griechenland erhöhte im August 2024 den Preis von „Goldenen Visa“ abhängig von der Region von 250.000 Euro auf bis zu 800.000 Euro, also auf mehr als das Dreifache. Auf den griechischen Kykladeninseln führen zur Zeit Immobilieninvestments zu Gentrifizierung: „Stark im Zunehmen ist aber auch die Zahl jener Menschen aus dem EU-Ausland, die sich beim Erwerb einer griechischen Immobilie das ‚goldene Visum‘ gleich mit erhalten. In diese Gruppe fallen vor allem Investoren aus China und Indien, aber auch Menschen aus Großbritannien und den USA.“

## Weitere Länder
Dominica in der Karibik verkauft seine Staatsbürgerschaft für etwa 100.000 US-Dollar, ein Aufenthalt im Land war dazu bislang nicht nötig. Zwischen 2009 und 2021 seien etwa 7700 Staatsbürgerschaften verkauft worden. Die Individuen können mit den Pässen visafrei in die Europäische Union und etwa 110 Staaten reisen. Der Passhandel ist auch aus der Türkei, der Republik Moldau, St. Kitts und Nevis und Vanuatu bekannt. Auch in der Schweiz wird die Vergabe von Pässen kritisiert, weil es dadurch für Drittstaatler einfach möglich wird, sich in der Schweiz niederzulassen und diese von der Pauschalsteuer für EU-Bürger profitieren.
Die Schweiz kennt zwar keinen Passhandel; jedoch kann das Bleiberecht erhalten, wer einen hohen Steuerbetrag entrichtet, was aufgrund von Art. 30 Buchst. b des Ausländer- und Integrationsgesetzes ermöglicht wird. Manche Kantone erteilen das Bleiberecht ab 250.000 Franken jährlichen Steuern. 2025 lebten 496 Personen unter einer solchen Regelung in der Schweiz; 94 davon russische Staatsbürger.